# クロモリトグラフ

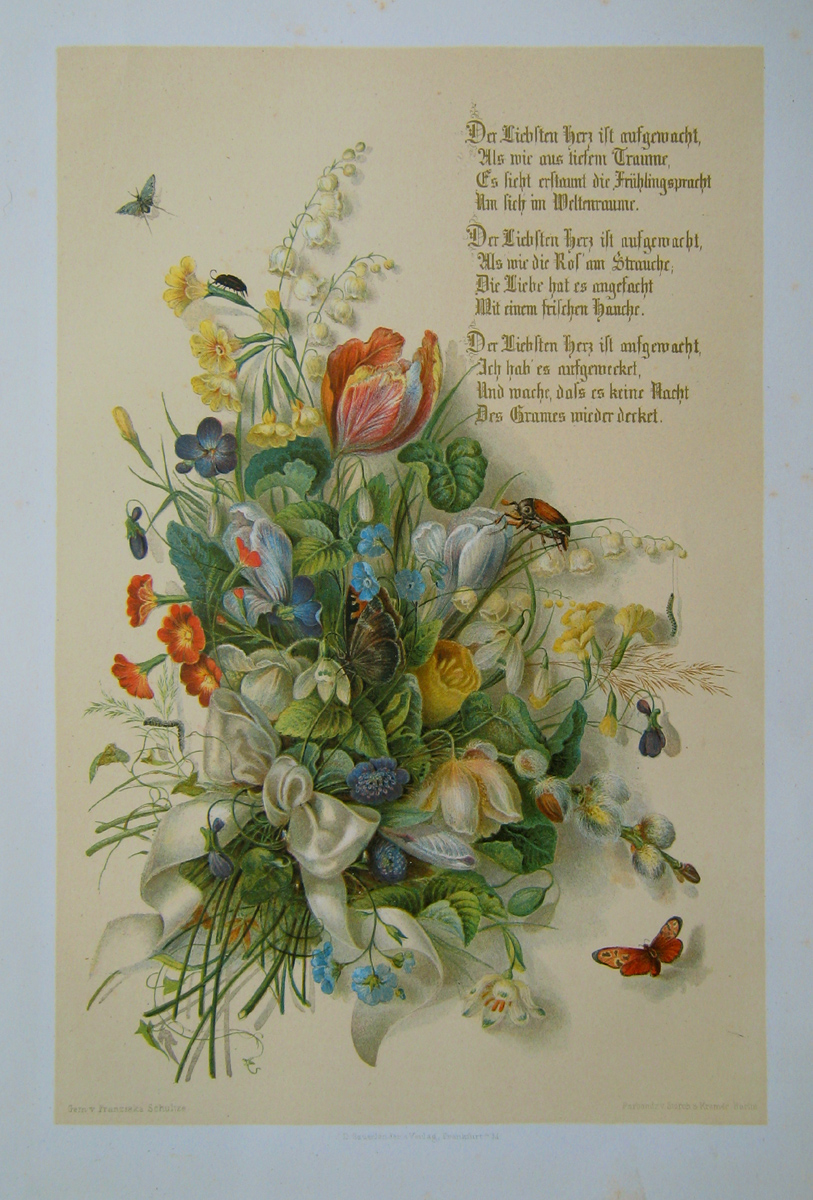
フリードリヒ・リュッケルトの詩集『愛の春』 (1850年)のフランツィスカ・シュルツェ(Franziska Schultze)による挿絵

クロモリトグラフ (仏：Chromolithographie) はフランス-ドイツの石版画家、ゴドフロア・エンゲルマン (fr) が1837年に名付けた最大16色のリトグラフの技法である。彼は当初これをリトコロールと呼んだ。日本ではクロモリトグラフィーとも呼ばれる。
これは必要とする色ごとに石版が作成され、複数の印版が正確に位置決めされて印刷される。この技法は時間とコストがかかるため、やがて4色オフセット印刷に取って代わられた。

## テクニック

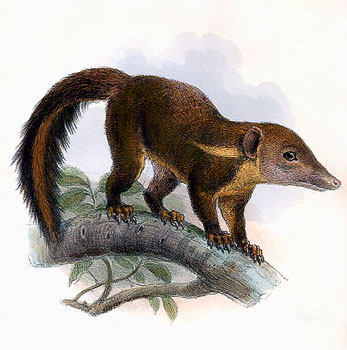
ヨーゼフ・ヴォルフによる博物誌図版、ツパイ (1865年)

多色石版印刷は18世紀末に俳優のアロイス・ゼネフェルダーが発明し、必要とする色ごとに石版を作成した。同じ石に複数の色を塗ろうとした者もいたが、成果はまちまちだった。
4色印刷の原理そのものは1740年以前にヤコブ・クリストフ・ル・ブロン (fr) によって発明されたが、非常に精密な真鍮彫版と校正、インク着けの技術を必要とした。
エンゲルマンはクロモリトグラフを1836年頃に開発した。それは合理的な技法であり、同業他社よりも優れていた。
まず、青、黄、赤、黒の4色で全ての色調を再現した（現在のCMYKの原理と同じである）。つぎに安定した品質で連続印刷できる印刷機を開発した。さらに、紙の変形を防ぐために、これまでの印刷用紙を湿らせる技法を放棄した。これによって印刷ずれが起きやすくなったが、4色の石版でまず明るい色の輪郭線を印刷し、その上に色を追加することでこの問題を解決した。
しかし、クロモリトグラフは大量生産できるが、製作には時間がかかった。石版への着色に約3か月、千部刷るのにさらに5か月かかった。
直接カラーで印刷されたリトグラフ図版の第一号は、トーマス・ショッター・ボーイズ (en) が作成し、1839年にロンドンで出版された「Picturesque Architecture in Paris」で、チャールズ・ジョゼフ・ハルマンデル (en) による印刷である。

## クロモリトグラフの発展

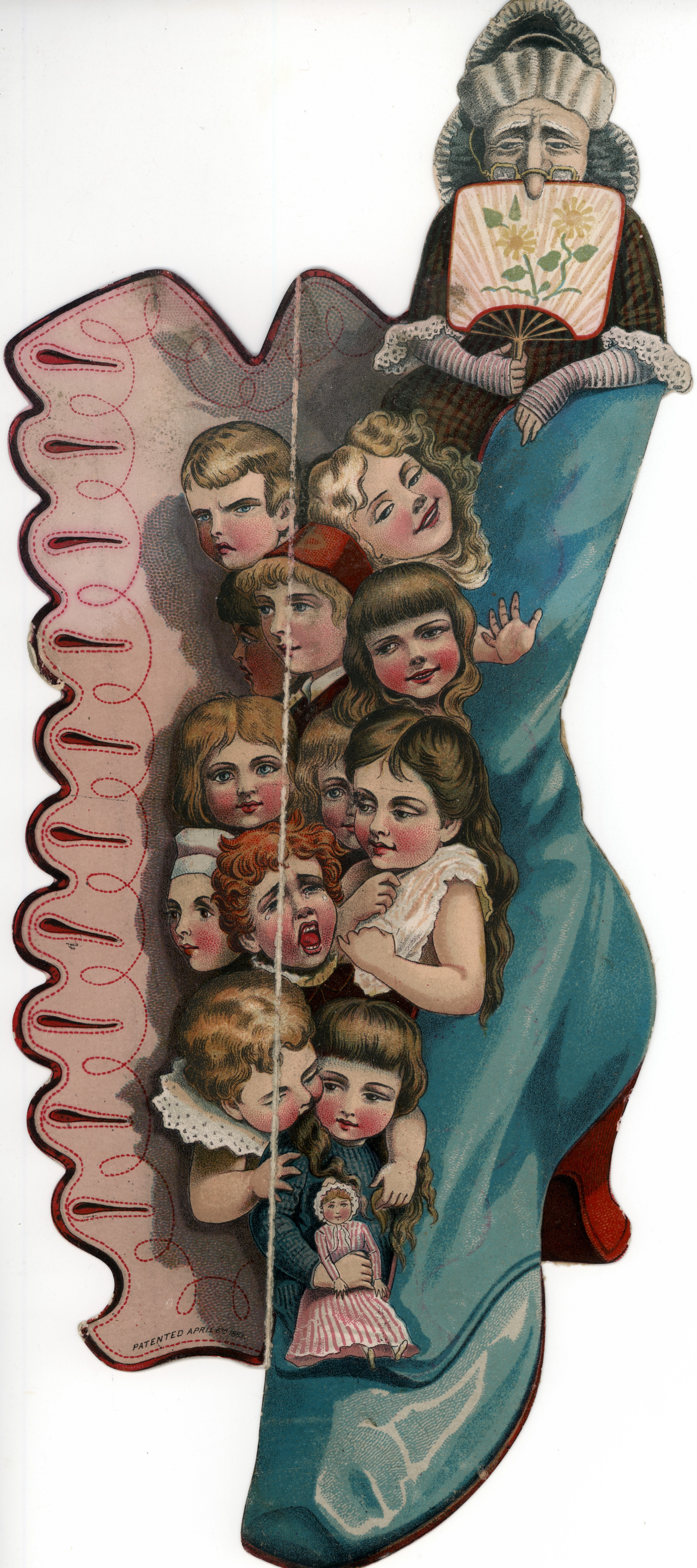

### クロモ
19世紀に開発されたクロモリトグラフは発展を遂げ、ポスター、名刺、カタログ、カレンダー、ジンジャーブレッドの画像、またはその他の収集可能な画像など、あらゆる形態の商業分野に影響を及ぼした。流行りの画像に加え、宗教的、道徳的、愛国的な画像、子供向けの挿絵本、ゲーム、切り取って組み立てる画像、教育地図、上流階級向けのインテリア、ミレーの『晩鐘』などの絵画の複製、または観光地のおみやげ用の写真の着色にも用いられた。
クロモリトグラフの急速な普及は、それを軽蔑する風潮も生んだ。機械化されすぎて人の手によらない部分が多いために芸術のカテゴリに収まらず、本物そっくりではあっても印刷物に画家の魂は宿っていないと考える者もいた。フランスでは「アール・ポンピエ」、「サン＝シュルピス教会風」(saint-sulpiciens、陳腐で俗悪な宗教芸術といった意味) などと呼ぶ者もいたが、こうした揶揄はジュール・シェレやロートレック以降の偉大なポスター芸術家がクロモリトグラフを使用したことを無視するものである。
一方、1845年には版画家のイズナール・デジャルダンが、石ではなく銅や亜鉛によるクロモタイポグラフィを発明している。これは絵画などの複製に一定の成果を得て『クロモ』という呼び名も広まった。この名は、1846年にパリへの旅行中にクロモリトグラフを紹介されたアメリカの鉱物学者ルイス・プラングによってアメリカ合衆国にもたらされた。これはクリスマス・カードの印刷によく用いられるようになり、ドイツでも1864年にグリーティングカードが盛んに製造された。プラングは「アメリカのクリスマス・カードの父」と呼ばれるようになった。

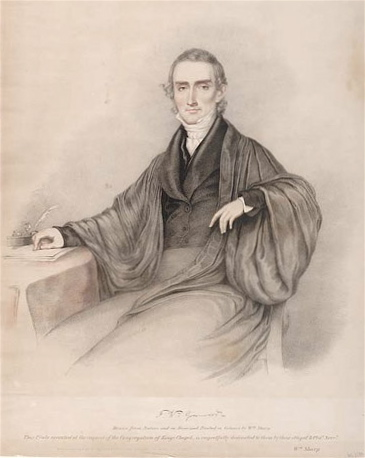

アメリカにおけるクロモリトグラフ印刷の第一号は、1840年にウィリアム・シャープ (en) が作成した『F.W.P.グリーンウッド牧師の肖像』である。いまひとりの先駆者であるヘンリー・アトウェル・トーマス (fr) は、1860年代のニューヨークでクロモリトグラフ印刷機を開発した。

### 様式と技術の進化

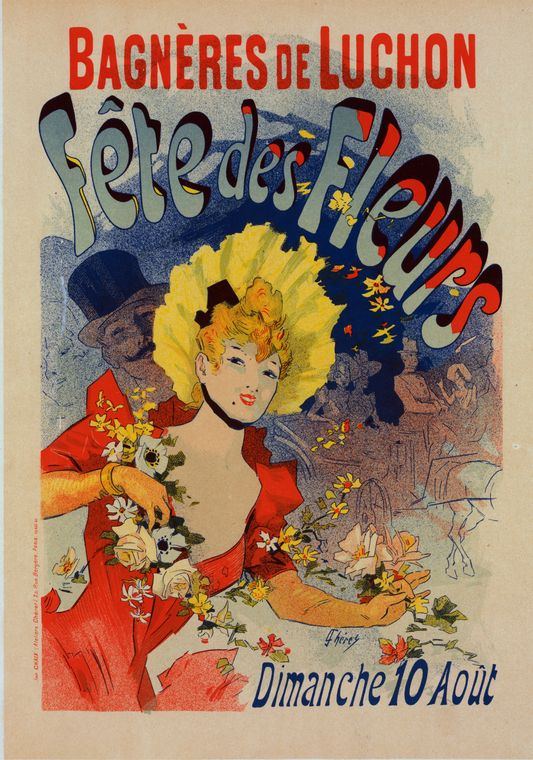

ポスターなどに使われる華やかで誇張された文字は、広告などのタイトルに使用され、その空想的な内容を効果的に表現した。しかしながら、タイポグラフィの訓練を受けていない者が作成したものには誤植が発生する場合があった。
クロモは紙以外の媒体にも応用された。もともと偽のステンドグラスを作ることを目的としたヴィトロファニー (fr) の技術に応用することで、上流階級の住居や安価なステンドグラス、イワシ缶などに印刷された。
印版の素材も変化した。ゴールドプリント、エンボス加工、カットアウトなどと組み合わされるようになり、重い石は徐々に軽い亜鉛板に換わった。これにより扱いやすく保管も容易で、より大判の印刷が可能になった。アメリカのベンジャミン・デイ (en) は、印版にゼラチンを使用してグラデーションを作成するプロセスを発明した。これは彼の名を採ってベン・デイ・プロセス (en) と呼ばれている。またエアブラシも同様の効果を得るために使用された。
クロモリトグラフの技法は第二次世界大戦後まで使われたが、徐々に印版にゴムのローラーを使用するオフセット印刷に取って代わられ、経済性と収益性が重視されるに従って、創造性と独創性のレベルははるかに低くなっていった。

チェスターフィールドの9色印刷の例 (1918年)
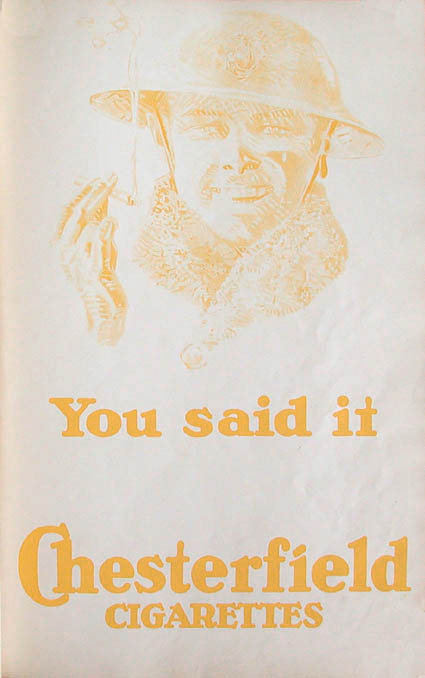
黄
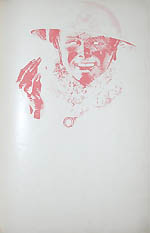
赤
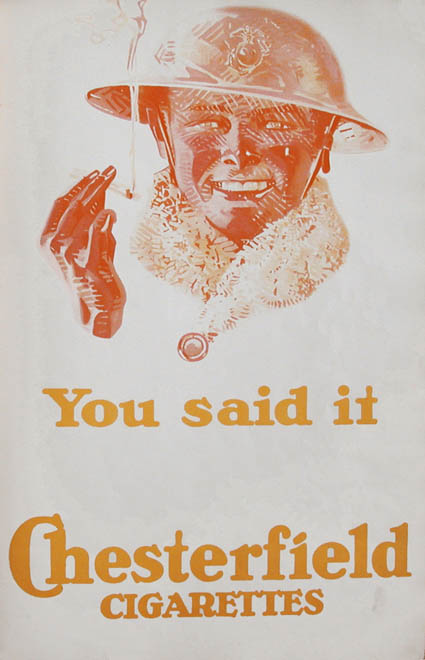
黄 + 赤
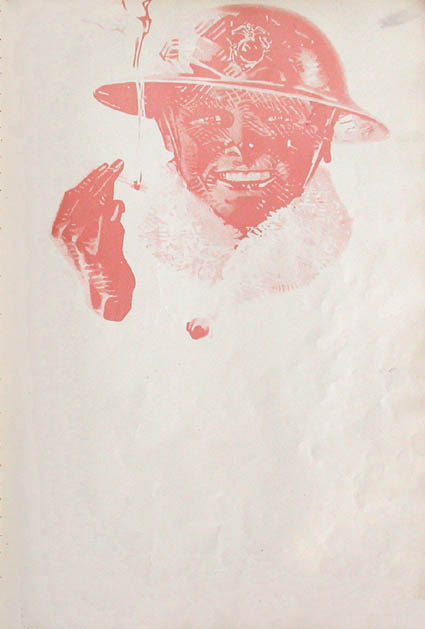
白
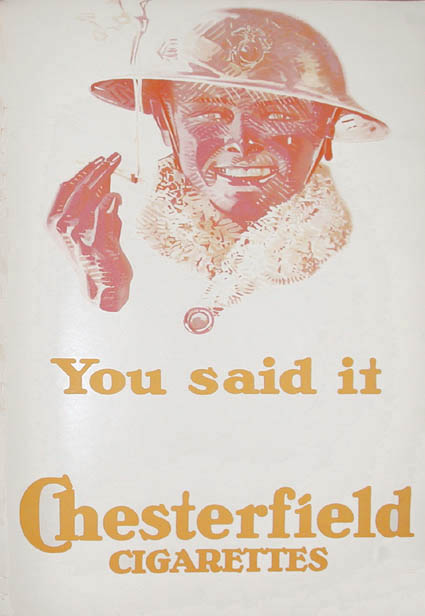
黄 + 赤 + 白
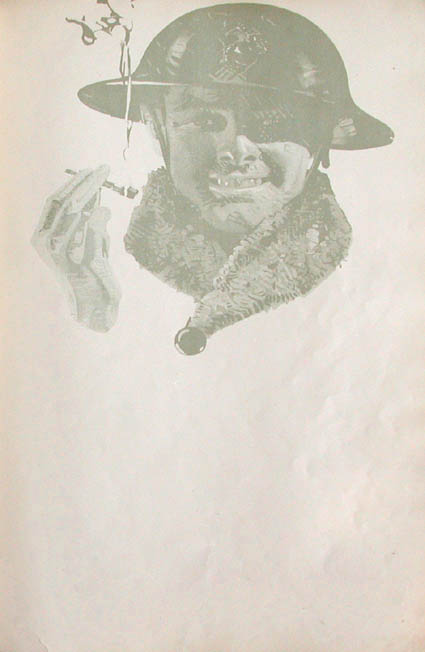
緑
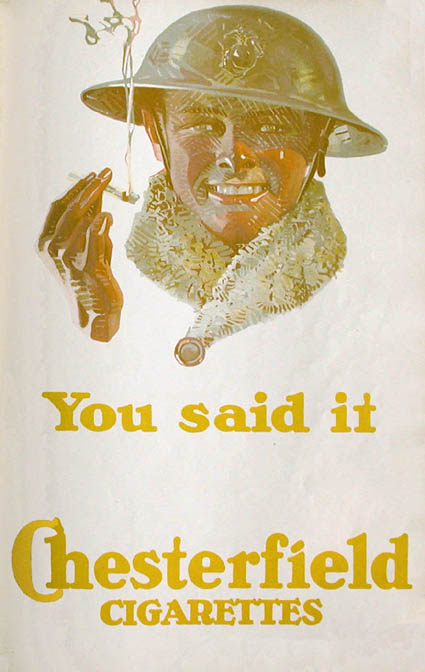
黄 + 赤 + 白 + 緑
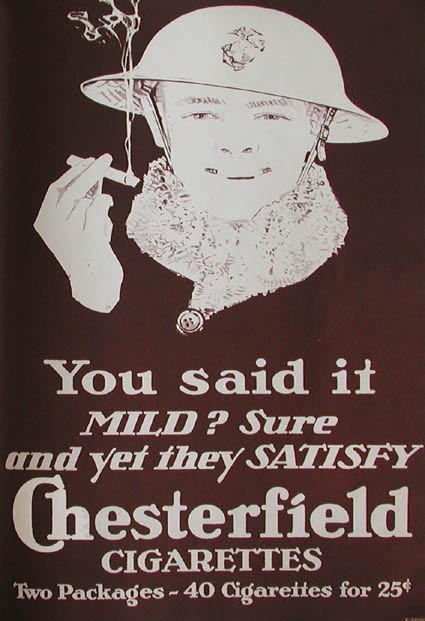
茶

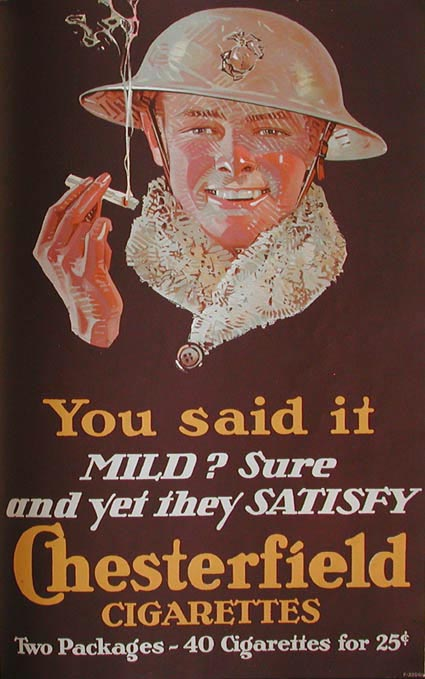
黄 + 赤 + 白 + 緑 + 茶
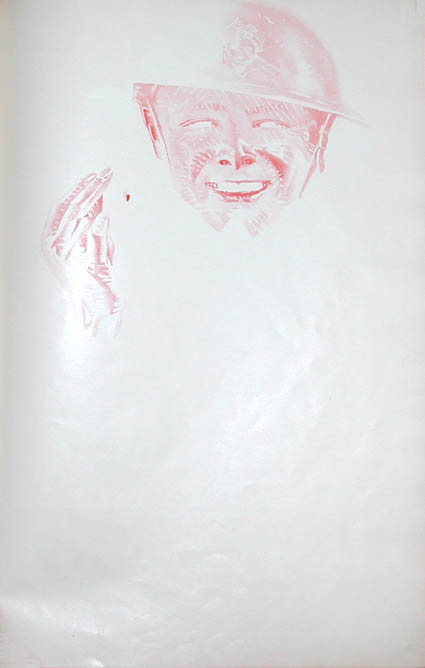
紫
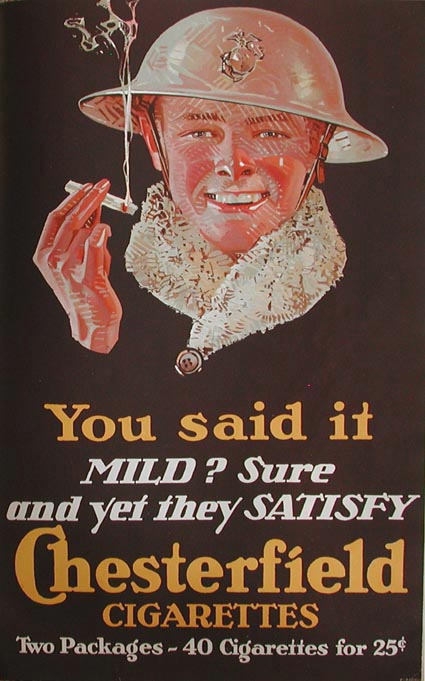
黄 + 赤 + 白 + 緑 + 茶 + 紫
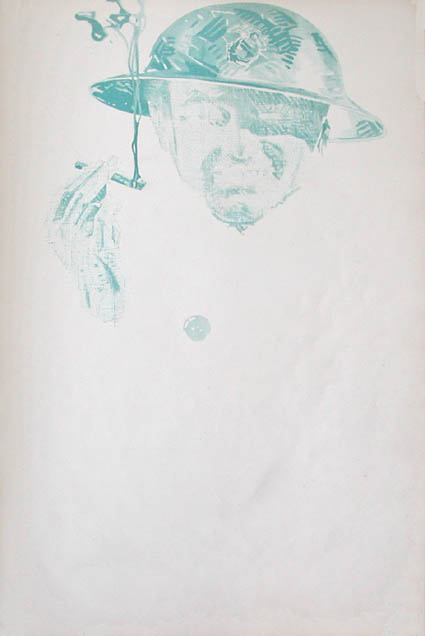
青
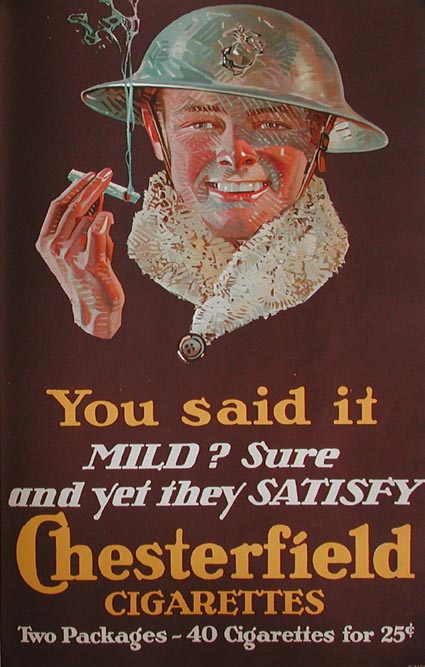
黄 + 赤 + 白 + 緑 + 茶 + 紫 + 青
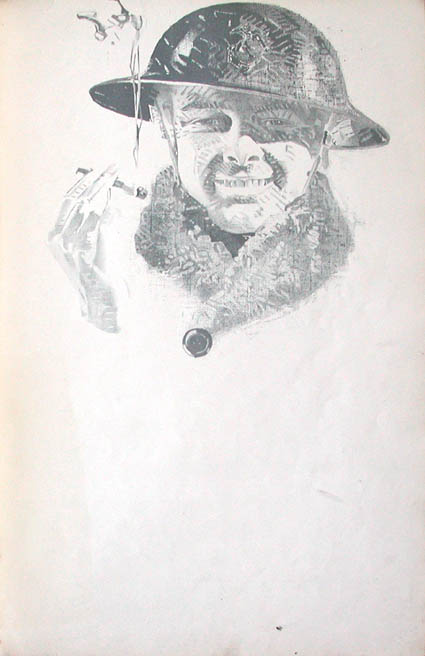
灰
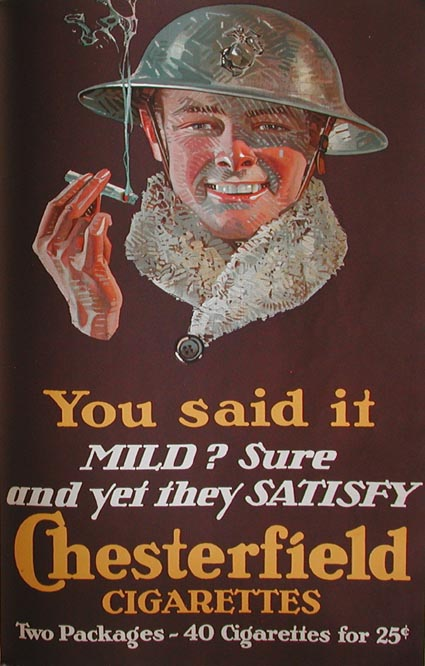
黄 + 赤 + 白 + 緑 + 茶 + 紫 + 青 + 灰
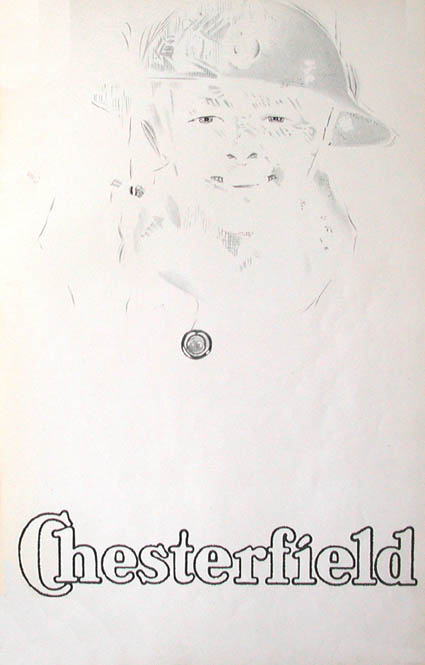
黒
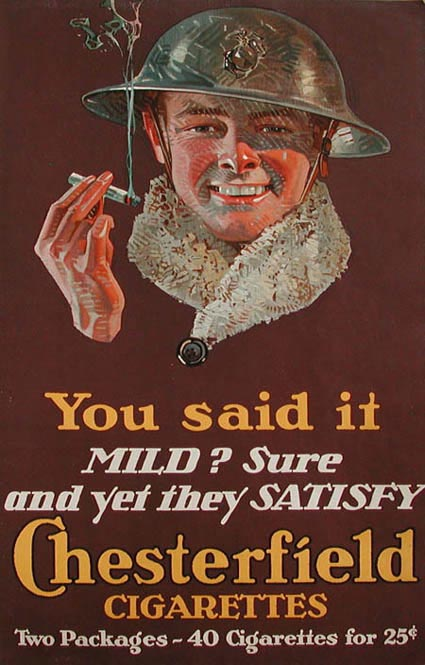
黄 + 赤 + 白 + 緑 + 茶 + 紫 + 青 + 灰 + 黒

## 著名な出版者

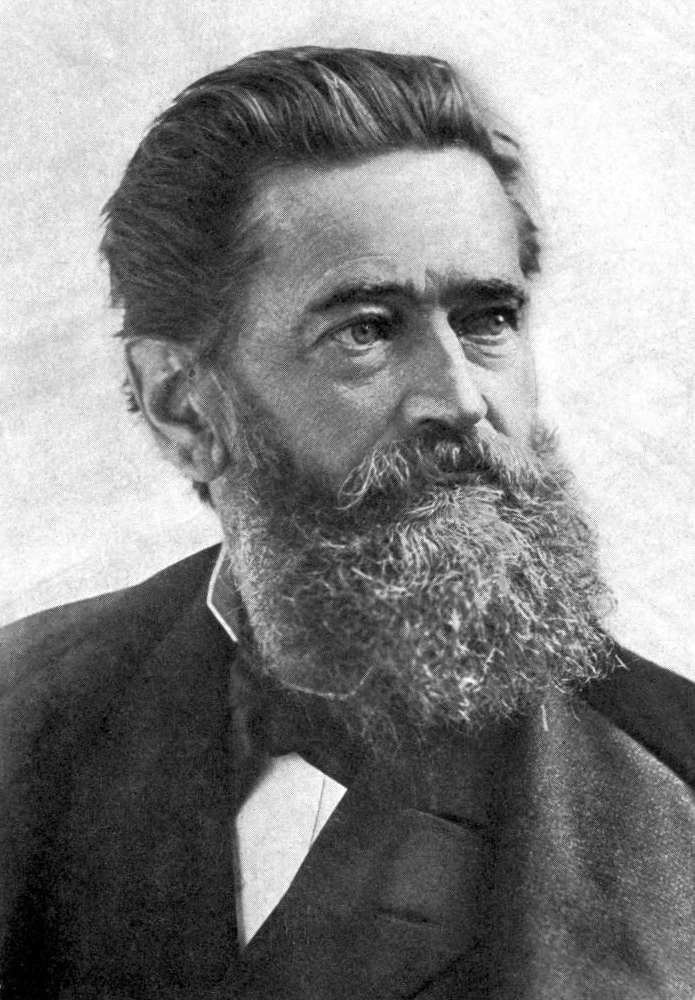

ルイス・プラング (Louis Prang)
彼はクロモリトグラフの生産を強く支持した有名なリトグラファーであり出版者である。プラングはアメリカで最初にクリスマス・カードを印刷したドイツ生まれの起業家であり、クロモリトグラフは、実際の絵画と同じくらい良く見えると感じ、イーストマン・ジョンソンの『裸足の少年』と題された人気絵画をも含む有名なクロモリトグラフを出版した。彼が世間の批判にもかかわらずクロモリトグラフの製造に挑戦することを決めた理由は、質の高い芸術がエリートに限定されるべきではないと感じたからである。 彼は、産業革命が進行していたアメリカにおいて、クロモリトグラフが人間の能力を損なう恐れがあるとして軽蔑されることがあった。芸術家自身も、クロモリトグラフが普及するとオリジナルのアートワークが売れなくなることを危惧した。より売り上げを伸ばす方法として、少数のクロモリトグラフの作品を製作し、社会の人々に少なくとも画家の名を知ってもらおうとする芸術家もいた。名が知られれば、オリジナル作品を購入してくれる可能性も高くなるからである。

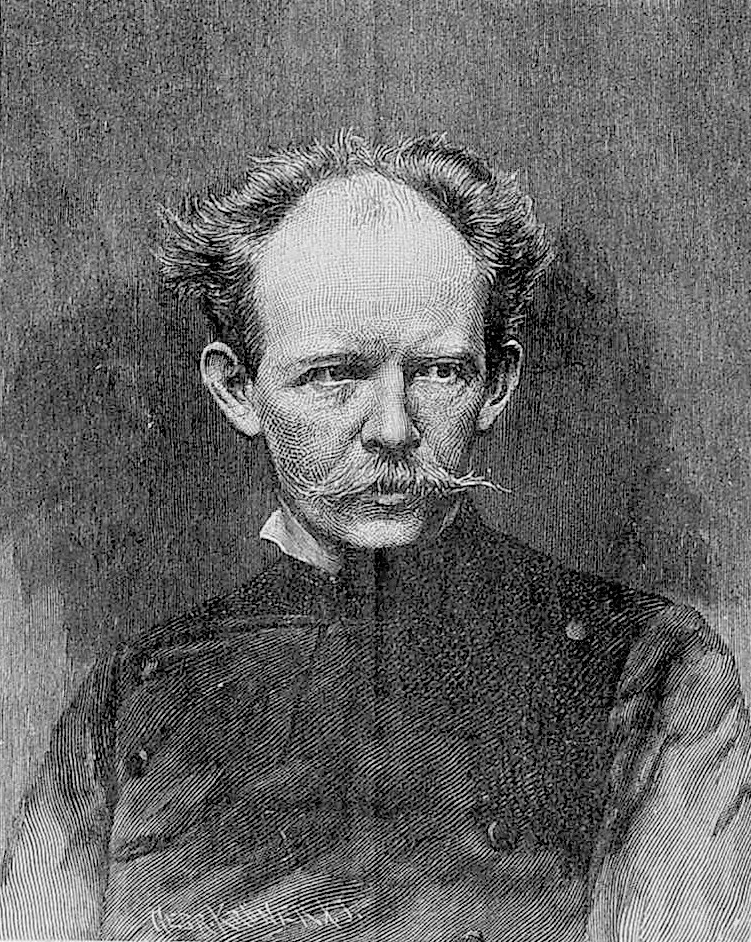

ローター・メッゲンドルファー (Lothar Meggendorfer)
主にバイエルンに拠点を置くドイツのクロモリトグラフ出版社は、低コストの大量生産で市場を支配するようになった。これらの出版者のうち、ローター・メッゲンドルファーは、子供の絵本やゲームの出版で国際的な名声を得た。19世紀半ばのドイツの政情不安により、多くのバイエルンの版画家がイギリスとアメリカに移住し、ドイツのクロモリトグラフ印刷の独占市場は消滅した。

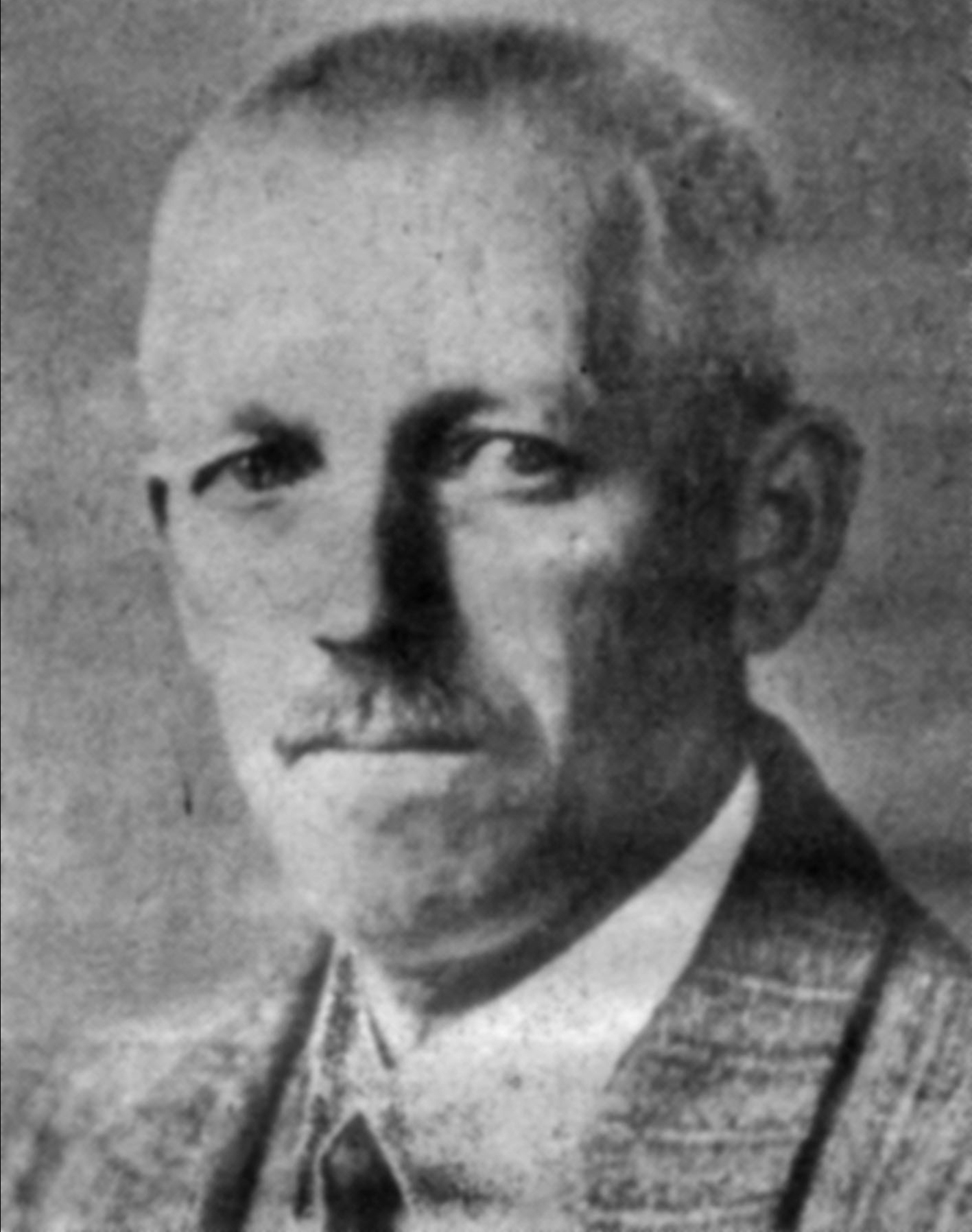

オーガスト・ホーン (August Högn)
ドイツ移民のオーガスト・ホーン（アウグスト・ヘーン）の率いる出版社 "A. Hoen & Co." は著名な石版工房であり、現在は主にE.T.ポール (en)の美麗な楽譜カバーで知られる。彼は広告、地図、シガーボックス・アートも作った。オーガストと兄弟のヘンリー、アーネストは、エドワード・ウェーバーの死後、1850年代半ばにE.ウェーバー・カンパニーを引き継いだ。オーガストの息子アルフレッドは、1886年から20世紀初頭にかけて会社を経営した。
ルーファス・ブリス (Rufus Bliss)
ルーファス・ブリスは1832年から1914年までポータケットに出版社 "R.Bliss Mfg Co." を経営した。同社は、非常に人気のある木のリトグラフ、ドールハウスで最もよく知られている。彼らはボート、電車、ビルディング・ブロックなど、多くの石製の玩具も作った。
M & N ハンハート (M. & N. Hanhart)
はじめロンドンのゴドフロア・エンゲルマンと共同事業をしていたマイケル・ハンハートによって1830年にミュルーズに設立された。フィッツロイ・スクエアのシャーロット・ストリートに設立されたこの会社は、2人の息子のマイケルとニコラスにちなんで名付けられた。ヨーゼフ・ヴォルフ、ジョセフ・スミット、ジョン・ジェラード・クーレマンス (en) などの芸術家は、彼のために働き、『トキ』(1859-1874年）、『ロンドン動物学会の議事録』(1848-1900年）など、さまざまな本に使用された博物学のイラストを制作した。ニコラス・ハンハートの死と新しい印刷技術の台頭ののち、1902年に同社は解散した。

## 今日での評価
先に述べたように、クロモリトグラフは製造コストを抑えるため、速く印刷できる方法を見つけるための努力が続けられ、1930年代後半に安価なオフセット印刷に取って代わった。クロモリトグラフはオリジナルの絵画よりは安かったが、後に開発された他のカラー印刷方法によるものよりも高価だった。
クロモリトグラフによる印刷物は、今日では美術品として扱われている。多くのクロモリトグラフは、その酸性の素材のために劣化しており、保存状態の良いものを見つけるのは困難である。
クロモリトグラフは現在数百ドルから数千ドルで取引きされている。ヨーロッパやアメリカのよく知られていない出版社のものは比較的安価で入手できる機会があり、オリジナルの額縁と出版社のスタンプを探すことを提案する者もいる。